# Науменко, Юрий Николаевич
Ю́рий Никола́евич Нау́менко (род. 14 февраля 1956) — советский легкоатлет, специалист по бегу на короткие дистанции. Выступал на всесоюзном уровне в 1970-х и 1980-х годах, чемпион Всемирной Универсиады, чемпион СССР, победитель и призёр первенств всесоюзного значения. Представлял Ленинград и спортивное общество «Спартак».

## Биография
Юрий Науменко родился 14 февраля 1956 года. Занимался лёгкой атлетикой в Ленинграде, выступал за добровольное спортивное общество «Спартак».
Впервые заявил о себе на международном уровне в сезоне 1975 года, когда в вошёл в состав советской сборной и выступил на юниорском европейском первенстве в Афинах: дошёл до стадии полуфиналов в беге на 200 метров, был пятым и седьмым в эстафетах 4 × 100 и 4 × 400 метров соответственно.
В 1977 году на чемпионате СССР в Москве с ленинградской командой выиграл серебряную медаль в эстафете 4 × 100 метров.
На чемпионате СССР 1978 года в Тбилиси стал серебряным призёром в беге на 200 метров и одержал победу в эстафете 4 × 100 метров.
В 1979 году на чемпионате страны в рамках VII летней Спартакиады народов СССР в Москве получил серебро в эстафете 4 × 100 метров и взял бронзу в эстафете 4 × 200 метров.
В 1980 году отметился победой в дисциплине 200 метров на домашних соревнованиях в Ленинграде.
Будучи студентом, в 1981 году представлял Советский Союз на Всемирной Универсиаде в Бухаресте — в программе бега на 200 метров с результатом 20,79 превзошёл всех соперников в финале и завоевал золотую награду. Позднее с личным рекордом 20,69 стал пятым на Кубке Европы в Загребе. Бежал 200 метров и эстафету 4 × 100 метров на Кубке мира в Риме, занял в этих дисциплинах шестое и четвёртое места соответственно. Помимо этого выиграл серебряную медаль в беге на 200 метров на чемпионате СССР в Москве.
В 1983 году в дисциплине 200 метров победил на соревнованиях в Ленинграде, стал бронзовым призёром на чемпионате страны в рамках VIII летней Спартакиады народов СССР в Москве.
В 1984 году в беге на 200 метров выиграл домашний старт в Ленинграде.